# Pipit de la Petchora
Anthus gustavi
Espèce
Statut de conservation UICN

LC : Préoccupation mineure
Le Pipit de la Petchora (Anthus gustavi) est un petit passereau appartenant à la famille des Motacillidae.

## Description

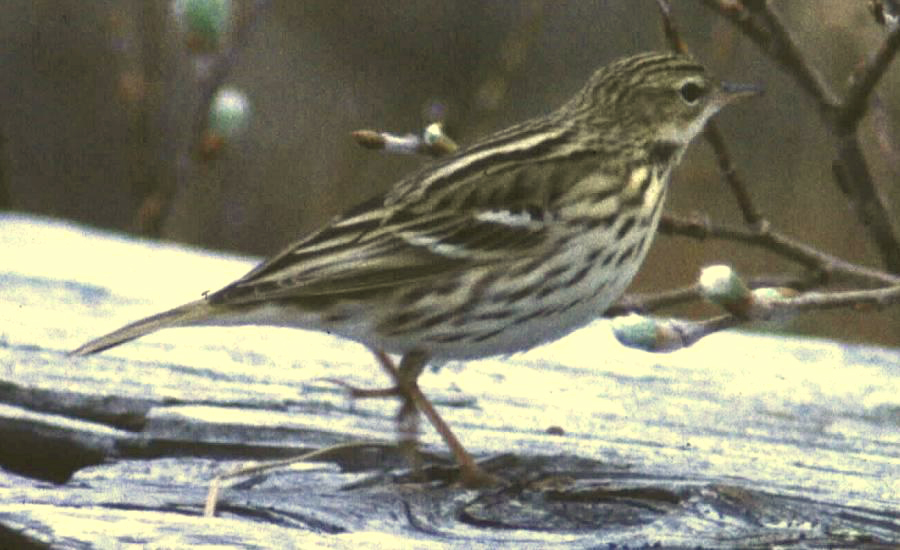
Pipit de la Petchora.

## Répartition et sous-espèces
Cet oiseau niche dans la toundra dans le nord de la Sibérie. C'est un migrant à longue distance, hivernant en Insulinde.
Le Pipit de Petchora peut être observé mais rarement en Europe de l'Ouest. Il a été recensé dans les pays suivants : Brunei, Chine, Corée du Nord, Corée du Sud, Indonésie, Japon, Malaisie, Philippines, Russie, Taïwan.
Selon la classification de référence du Congrès ornithologique international (15.1, 2025) :
- Anthus gustavi subsp. gustavi Swinhoe, 1863 — du fleuve Petchora aux îles Komandorski ;
- Anthus gustavi subsp. menzbieri Shulpin, 1928 — Manchourie